# Il giustiziere della strada (serie televisiva)
Il giustiziere della strada (The Highwayman) è una serie televisiva statunitense in 9 episodi trasmessi per la prima volta nel corso di una sola stagione dal 1987 al 1988.
Il pilot, andato in onda nel settembre del 1987, fu seguito da una breve serie di nove episodi, con cambiamenti significativi per il cast e per il format, che andarono in onda da marzo a maggio 1988. Nella versione originale la voce del narratore è quella di William Conrad. Ispirò la serie 18 Wheels of Justice, andata in onda nel 2000.

## Personaggi
- The Highwayman (10 episodi, 1987-1988), interpretato da Sam J. Jones.
- Ms. Tania Winthrop (10 episodi, 1987-1988), interpretata da Jane Badler.
- Reporter (2 episodi, 1988), interpretato da Jon Bonnell.
- Jetto, interpretato da Mark 'Jacko' Jackson.
- D.C. Montana, interpretato da Tim Russ.
- narratore, interpretato da William Conrad.

## Produzione
La serie, ideata da Glen A. Larson, fu prodotta da 20th Century Fox Television e Glen A. Larson Productions  Le musiche furono composte da Rocky Davis e Dave Fisher. Il tema musicale fu composto da Glen A. Larson (che figura anche come produttore esecutivo) e Stu Phillips.

### Registi
Tra i registi della serie sono accreditati:
- Rob Bowman
- Daniel Haller
- Allan Holzman
- Ivan Nagy
- Larry Shaw
- Don Weis

## Distribuzione
La serie fu trasmessa negli Stati Uniti dal 1987 al 1988 sulla rete televisiva NBC. In Italia è stata trasmessa nel 1990 su Italia 1 con il titolo Il giustiziere della strada.

## Episodi
| Stagione       | Episodi   | Prima TV USA |
| -------------- | --------- | ------------ |
| Prima stagione | Pilot + 9 | 1987-1988    |

Pilot : Terror on the blacktop
Episodio 1 : Road lord
TRAMA: Steve, collega di lavoro e amico del Giustiziere, viene trovato morto.
Il Giustiziere decide di indagare sulla morte dell'amico con l'aiuto di Jetto, il suo nuovo collega.
Le indagini portano i due ad investigare su una misteriosa multinazionale straniera, la Global Guard, che sembra stia sostituendo gli abitanti di un piccolo paese con dei replicanti.
Episodio 2 : The hitchicker
TRAMA: Un UFO si schianta nel deserto e Whintrop incarica il Giustiziere di trasportare il corpo dell'alieno al più vicino centro di ricerca.
L'alieno però non è affatto morto e, trasferendosi nei corpi di vari esseri umani,tra cui anche il Giustiziere, tenta di mettersi in contatto con i suoi simili per preparare un'invasione.
Episodio 3 : Till death do us part 
(FINCHÉ MORTE NON CI SEPARI)
TRAMA: Cody Teague, amico e mentore del Giustiziere, gli chiedo aiuto per riuscire a recuperare un furgone blindato con 12 milioni di dollari per il quale è stato accusato di furto e rapina e incarcerato.
Il Giustiziere fa quindi evadere l'amico di prigione per poter così  recuperare il blindato e poter chiarire la propria posizione.
Solo in seguito il Giustiziere scopre che nel furto era coinvolto anche Ron Bonam, il superiore di Whintrop.
EPISODIO 4 : Summer of '45
EPISODIO 5 : Send in the clones
TRAMA : Il Giustiziere incontra un misterioso ragazzo di nome Mac.
In seguito Mac viene sequestrato dall'esercito e al Giustiziere viene intimato di non immischiarsi nella faccenda.
Il Giustiziere però vuol scoprire cosa sua accaduto a Mac, quindi con l'aiuto di Jetto si fa niente ltra nella base.militare da cui era fuggito Mac in precedenza.
I due scoprono così che Mac è un clone creato in laboratorio dall'esercito per scopi bellici.
Inoltre ci sono altri cloni come Mac, programmati cob la missione di uccidere il sindaco di New York.
EPISODIO 6 :Billionaire body club
TRAMA: Il Giustiziere e Jetto indagano sul ritrovamento di alcuni cadaveri completamente disagiati. 
Le indagini sembrano indirizzarsi verso in chirurgo coinvolto nel traffico di organi umani.